# Аполлон и Дафна (скульптура Ауэра)
«Аполлон и Дафна» (нем. Apollo und Daphne) — скульптурная группа из слоновой кости работы австрийского скульптора Якоба Ауэра (ок. 1645—1706). Создана около 1688/1690 года в Вене. Хранится в Кунсткамере в Музее истории искусств в Вене (ин. номер УК 4537).
Овидий рассказывает в «Метаморфозах», как нимфа Дафна избежала любовных преследований Аполлона, воззвав о помощи к своему отцу, летнему богу, после чего она превратилась в лавровое дерево (др.-греч. Δάφνη = «лавр»). Этот сюжет был особенно популярен среди художников эпохи барокко.
Якоб Ауэр во время своего пребывания в Вене был под сильным влиянием Маттиаса Штайнля и Маттиаса Раухмиллера. Тирольскому мастеру удалось создать технически виртуозную скульптуру с многочисленными деталями, мастерски отразив момент превращения Дафны в дерево.